# VBZ Be 5/6
VBZ Be 5/6 は VBZ（チューリッヒ市交通局）が導入した低床路面電車で、ボンバルディア・トランスポーテーションとアルストムによって製造されている。VBZの既存インフラに適合する低床車が無かったため、独自の低床路面電車を開発・導入することになった。「コブラ (COBRA) 」の愛称がある。

## 導入の経緯
VBZでは1990年代始めより登場した100%低床の路面電車に関心を寄せていたが、メーターゲージ用の100%低床車は選択肢が狭く、コンビーノなどのレディメイド車両ではVBZの求める条件に合う車両は無かった。このため独自規格の低床路面電車を設計・導入することを1996年に決定し、2000年より製造を開始、翌年より営業運転を開始するに至った。既存のプラットホーム長(37m)を最大限に生かす設計の結果、5車体連接のコンビーノより15%輸送力が高いとしている。製造はボンバルディアのプラッテルン（Pratteln）工場で行われ、チューリッヒまではトレーラーで陸送された。

## 概要
コンビーノやシティランナーなどと同様、フローティング車体をはさんだ5車体連接車で、左右独立車輪を使用している。最大の特徴は軸距を大きくとり、台車間にボックスシート2区画が入る設計としたことである。これにより車軸間に位置するシート下に主電動機を収めることが可能になり、車内には不自然な突起が全く無い。3車体目は右側軸間にドアが位置するため、モーターは左側のみに装備し、左側の車輪を駆動している。シートは全てクロスシートで、台車上はボックスシート、他は全て進行方向に固定されている。2車体目には車椅子・ベビーカー用のスペースがある。従来からの同路線に在籍する車輌の慣例に習い、運転席は進行方向のみ、乗降用ドアも進行方向右側だけとなっている。

## 営業
2001年10月より6編成が営業運転に入り、1年間営業運転を行いながら問題点の同定・解決を行った。2002年4月にはギアボックスに亀裂が発見され、一端は全車が定期運用から外れたが、メーカーで改良を行い2002年8月より運用に復帰している。量産可能な信頼性が得られたとして、2003年9月には本格投入が決定され、2005年半ばより2010年にかけて68編成の投入が予定されている。なお当初の予定では1次車として2005年夏までに11編成、2次車として2010年までに58編成が導入される予定であったが、1編成減らされている。